# Hamburg-Wandsbek (stacja kolejowa)
Hamburg-Wandsbek – stacja kolejowa w Hamburgu, w okręgu Wandsbek, w Niemczech. Stacja została otwarta w 1865 r.